# 1454 Kalevala
1454 Kalevala este un asteroid din centura principală, descoperit pe 16 februarie 1936, de Yrjö Väisälä.